# Hemerodromia reclinata
Hemerodromia reclinata är en tvåvingeart som beskrevs av James David Macdonald 1998. Hemerodromia reclinata ingår i släktet Hemerodromia och familjen dansflugor. Inga underarter finns listade i Catalogue of Life.